# Eva Fernández-Domínguez
Eva Fernández-Domínguez (Badalona, 23 de abril de 1975) es una bióloga, antropóloga y arqueóloga española, especializada en Paleogenética.  

## Biografía

### Trayectoria profesional
Licenciada en Biología por la Universidad de Barcelona en 1998, completó su formación especializándose en Medicina Forense en la Universidad Complutense de Madrid (2009) y posteriormente en Paleogenética en la Universidad de Barcelona (2005), donde obtuvo el grado de Doctora en Biología con la defensa de su Tesis, Polimorfismos de DNA mitocondrial en poblaciones antiguas de la Cuenca Mediterránea.
Tras ello, su primer destino como investigadora fue la Universidad Complutense de Madrid, donde en un principio ejerció labores de asistencia a la investigación, para más adelante obtener una beca del Programa Juan de la Cierva (2008-2010), del Ministerio de Educación y Ciencia español.
En 2011 obtuvo una beca de investigación de la portuguesa Fundación para la Ciencia y la Tecnología, que desarrolló en la Universidad del Algarve hasta 2012. A partir de ese año comenzó a trabajar como profesora universitaria en la Escuela de Ciencias Naturales y Psicología de la Universidad John Moores de Liverpool, donde impartió temáticas relacionadas con la Antropología Forense y la Genética hasta 2015.
Desde 2015 a la actualidad, desarrolla sus investigaciones desde la Universidad de Durham, donde ocupa el puesto de profesora titular en el Departamento de Arqueología. Sus intereses académicos giran en torno a la Genética humana de poblaciones antiguas y modernas, la Genética Forense, la metodología de ADN antiguo o la racemización del ácido aspártico y su aplicación a la estimación de la edad en el momento de la muerte de los seres humanos.
Entre sus investigaciones actuales pueden reseñarse, por un lado, el estudio paleogenético de las poblaciones del Neolítico Medio de Bom Santo (Alenquer, Lisboa), o el análisis del cromosoma Y de las poblaciones turcochipriotas y su comparación con el acervo genético de los grecochipriotas y otras poblaciones turcas.

## Publicaciones seleccionadas
- Fernández-Domínguez, E. & Reynolds, L. (2017). The Mesolithic-Neolithic transition in Europe: a perspective from ancient human DNA. In Times of Neolithic Transition Along the Western Mediterranean. García-Puchol, Oreto & Salazar-García, Domingo C. Cham: Springer.  311-338.
- Heraclides, A., Bashiardes, E., Fernández-Domínguez, E., Bertoncini, S., Chimonas, M., Christofi, V., King, J., Budowle, B., Manoli, P. & Cariolou, M. A. (2017). Y-chromosomal analysis of Greek Cypriots reveals a primarily common pre-Ottoman paternal ancestry with Turkish Cypriots. PLoS ONE 12(6): e0179474.
- Faustino Carvalho, A., Alves Cardoso, F., Gonçalves, D., Granja, R., Cardoso, J. L., Dean, R., Gibaja, J. F., Masucci, M., Arroyo-Pardo, E., Fernández-Domínguez, E., Petchey, F., Price, T. D., Mateus, J., Queiroz, P. F., Callapez, P., Pimenta, C. & Regala, F. T. (2016). The Bom Santo Cave (Lisbon, Portugal): Catchment, Diet, and Patterns of Mobility of a Middle Neolithic Population. European Journal of Archaeology 19(2): 187-214.
- Fernández, E., Pérez-Pérez, A., Gamba, C., Prats, E., Cuesta, P., Anfruns, J., Molist, M., Arroyo-Pardo, E. & Turbón, D. (2014). Ancient DNA Analysis of 8000 B.C. Near Eastern Farmers Supports an Early Neolithic Pioneer Maritime Colonization of Mainland Europe through Cyprus and the Aegean Islands. PLoS Genetics 10(6): e1004401.
- Torres, T., Ortiz, J.E., Fernandez, E., Arroyo-Pardo, E., Gruen, R. & Perez-Gonzalez, A. (2014). Aspartic acid racemization as a dating tool for dentine: A reality. Quaternary Geochronology 22: 43-56.
- Fernández, E, Thaw, S, Brown, TA, Arroyo-Pardo, E, Buxó, R, Serret, MD & Araus, JL (2013). DNA analysis in charred grains of naked wheat from several archaeological sites in Spain. Journal of Archaeological Science 40: 659-670.
- Gamba, C, Fernández, E, Tirado, M, Deguilloux, MF, Pemonge, MH, Utrilla, P, Edo, M, Molist, M, Rasteiro, R, Chikhi, L & Arroyo-Pardo, E (2012). Ancient DNA from an Early Neolithic Iberian population supports a pioneer colonization by first farmers. Mol Ecol 21: 45-56.
- Gibaja, JF, Subirà, ME, Terrades, X, Fernández, E & Ruiz, J (2012). Funerary Practices during the Early-Middle Neolithic in North-East Iberia. In Funerary practices in the Iberian Peninsula from the Mesolithic to the Chalcolithic. Gibaja, JF, Carvalho, AF & Chambon, P Archaeopress. BAR S2417 2012: 29-40.
- Gamba, C., Fernández, E., Tirado, M., Pastor, F. & Arroyo-Pardo, E. (2011). Brief communication: Ancient nuclear DNA and kinship analysis: the case of a medieval burial in San Esteban Church in Cuellar (Segovia, Central Spain). American Journal of Physical Anthropology 144(3): 485-491.
- Gamba, C, Fernández, E, López-Parra, AM & Arroyo-Pardo, E (2011). Statistical evaluation of pre-laboratory and laboratory factors that influence DNA recovery from archaeological material. Forensic Science International: Genetics Supplement Series 3.

## Premios y reconocimientos
- 2008 - Beca de Investigación Programa Juan de la Cierva (Ministerio de Educación y Ciencia, España).
- 2011 - Beca de Investigación Fundaçao para a Ciência e a Tecnologia (Ministerio da Ciência, Tecnologia e Ensino Superior, Portugal).